# Praha (planetka)
(2367) Praha je planetka nacházející se v hlavním pásu asteroidů. Objevil ji český astronom Antonín Mrkos 8. ledna 1981. Byla pojmenována po hlavním městě České republiky Praze. Její průměr je 30 km. Kolem Slunce oběhne jednou za 3,28 let.